# バンジュール・ブルワリーズ
バンジュール・ブルワリーズ（Banjul breweries Limited）はガンビアのバンジュールにあるビール醸造会社。おもにビール、炭酸飲料などを製造している。ガンビア唯一の酒造会社である。

## 概要
1975年創設、1977年より醸造が開始された。株式の大半はハンブルクの醸造会社2社によって保有されている。主力商品のジュルブリューはモンドセレクション金賞を5度受賞している。また、ギネスビールをライセンス製造している。

## 主要商品
- ジュルブリュー
- ジュルブリュー・エクスポート
- ジュルブリュー・ストロング
- ジュルブリュー・ベリー・ストロング
- ギネス・フォーリン・エクストラ・スタウト

## リンク
- バンジュールブリュワリーズ